# Álbum ao vivo
Um álbum ao vivo é um formato que consiste nas gravações de material (geralmente de música) reproduzido durante as actuações ao vivo e através da técnica remota, comumente contrastados com um álbum de estúdio. Este tipo de registos podem ser gravados num único concerto, ou combinar gravações feitas em diversos espectáculos.
Os álbuns ao vivo costumam ter um carácter menos "trabalho" que um álbum de estúdio, e destinam-se a reproduzir um pouco da experiência de um concerto. Como tal, podem incluir aplausos e outros ruídos do público, comentários dos artistas entre as peças, erros, e assim por diante.